# Albero II. von Lüttich
Albero II. († 27. März 1145 in Otride) war von 1135 bis 1145 Bischof von Lüttich.

## Leben
Er war ein Sohn von Graf Otto II. von Chiny und Alice von Namur. Letztere war Tochter von Albert III. von Namur und Ida von Sachsen aus dem Geschlecht der Billunger.
Er trat in den geistlichen Stand ein und war unter anderem Archidiakon in Metz. Im Jahr 1135 wurde er zum Bischof gewählt, nachdem sein Vorgänger Alexander I. vom Konzil in Pisa abgesetzt worden war. Er wurde von Lothar III. 1136 investiert. Er begleitete Lothar im selben Jahr nach Italien. Möglicherweise dort lernte er Konrad III. kennen. Albero wird in der Folge häufig im Umfeld und am Hof Konrads genannt. Möglicherweise nahm er auch an dessen Krönung 1138 in Aachen teil. Seine Teilnahme am folgenden Hoftag in Köln und die Begleitung Konrads nach Mainz sind belegt. Auch beim Hoftag in Straßburg 1139 war er dabei. Der König fordert ihn auf, seinen Bruder Eustachius von Chiny, der auch Vogt des Bistums Lüttich war, zu befehlen, ein widerrechtlich besetztes Gut der Abtei Stablo zurückzugeben. Der König hielt im selben Jahr einen weiteren Hoftag in Lüttich ab. Unklar ist, ob er am Feldzug nach Sachsen teilnahm. Er war 1140 beim Hoftag in Worms anwesend. In der Folge blieb er dem Hof fern.
Der Grund dürfte seine Fehde mit Graf Rainald I. von Bar gewesen sein. Dabei ging es um den Besitz der Burg Bouillon. Die Burg war von Gottfried von Bouillon zunächst als Pfand an das Bistum Lüttich gekommen. Der Graf von Bar machte Erbansprüche geltend und hat die Burg 1134 besetzen lassen. Albero wandte sich mehrfach an Konrad III., ohne dass dieser in der Sache tätig wurde. Im Jahr 1141 begann Albero die als uneinnehmbar geltende Burg zu belagern. Die lütticher Truppen machten eine Fortführung der Belagerung davon abhängig, dass die Reliquien des Heiligen Lambert an den Kampfschauplatz geholt werden sollten. Dem Druck mussten sich Bischof und Klerus beugen, die die Reliquien nicht in Gefahr bringen wollten. Tatsächlich gab die gegnerische Besatzung  nach Ankunft der Heiligtümer auf. Der Sieg wurde dem heiligen Lambert zugeschrieben.  Albero konnte die Burg für Lüttich wieder in Besitz nehmen.
Propst Heinrich beklagte den Missbrauch kirchlicher Ämter für weltliche Zwecke. Weil Bischof Albero dem offenbar nicht energisch nachging, hat ihn Heinrich beim Papst verklagt. Der Bischof musste nach Rom reisen, um sich zu verteidigen und starb auf der Rückreise.